# Abgeordnetenkammer (Frankreich)

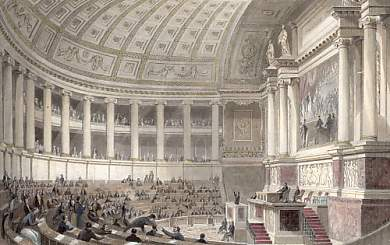
Abgeordnetenkammer im Palais Bourbon, Stahlstich von Thomas Allom (1841)

Die Abgeordnetenkammer (Chambre des députés) war eine der beiden gesetzgebenden parlamentarischen Kammern der restaurierten Monarchie (1814–1830), der Julimonarchie (1830–1848) sowie der Dritten Französischen Republik (1876–1940). 
Dazwischen lagen die durch die sog. Februarrevolution wiederhergestellte Republik (dementsprechend Zweite Republik) von 1848 mit Louis Napoléon als Präsident, dann das Zweite Kaiserreich von 1852–1870 mit ihm als Kaiser Napoleon III, bis zu seiner Absetzung nach der Niederlage im Deutsch-Französischen Krieg (1870/71). Nach Ausrufung der Dritten Republik 1871 bis zu den Verfassungsgesetzen von 1875 gab es eine unikamerale Nationalversammlung.

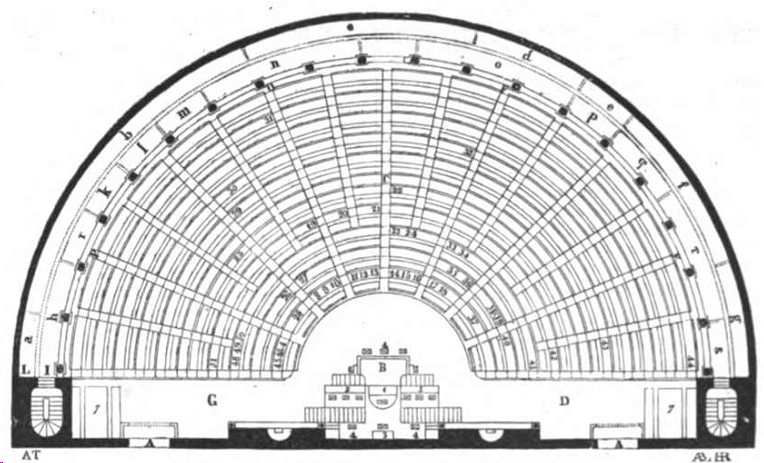
Grundriss des Sitzungssaales der Abgeordnetenkammer in der Illustrirten Zeitung (1843)

Das Oberhaus war entweder das adelige Chambre des Pairs (1814–1848) beziehungsweise der Senat (1876–1940). Beide zusammen bildeten in der Dritten Republik die Nationalversammlung.

## Abgeordnetenkammer in der Dritten Republik
Die Abgeordnetenkammer wurde alle vier Jahre in allgemeiner und unmittelbarer Wahl gewählt. Sie hatte 565 Mitglieder, davon sechs aus Algerien und zehn aus den Kolonien. Aktives Wahlrecht hatten alle männlichen Franzosen ab 21 Jahren, passives Wahlrecht ab 25 Jahren. Ab 1885 wählte jedes Département die Anzahl von Abgeordneten, die ihm nach der Bevölkerungszahl zustanden.
Wie der Senat besaß sie umfassende Befugnisse zur Gesetzgebung und zur Kontrolle der Regierung. Der Präsident der Republik konnte die Kammer auflösen, was aber nach 1877 nicht mehr geschah.
Das Regierungssystem der Dritten Republik war recht instabil. Nach dem Ersten Weltkrieg delegierte die Abgeordnetenkammer die gesetzgebende Gewalt oft an die Regierung.
Mit dem Verfassungsgesetz vom 10. Juli 1940 übertrugen Abgeordnetenkammer und Senat in Vichy alle ihre Befugnisse auf General Pétain (Vichy-Regime). Danach trat die Abgeordnetenkammer nicht mehr zusammen.
Nachfolgerin der Abgeordnetenkammer in der Verfassung der Vierten Republik war die Nationalversammlung.